# 奈良県の資格者配置路線
奈良県の資格者配置路線（ならけんのしかくしゃはいちろせん）とは、交通誘導警備業務に関し、道路又は交通の状況により、奈良県公安委員会が道路における危険を防止するため必要と認める路線である。当該路線で交通誘導警備業務を実施するにあたっては、交通誘導警備業務を実施する場所ごとに、交通誘導警備業務1級検定又は2級検定の合格証明書の交付を受けた警備員を1名以上配置しなければならない。

## 告示・施行
- 2007年1月26日：告示　　奈良県公安委員会告示第7号
- 2007年8月1日：施行

## 路線一覧
|   | 路線名    | 区間 |
| - | --------- | --- |
| 1 | 国道24号  | 奈良県の区域内に存する区間（自動車専用道路(道路法(昭和27年法律第180号)第48条の4に規定する自動車専用道路をいう。以下同じ。)の期間を除く。） |
| 2 | 国道25号  | 奈良県の区域内に存する区間（自動車専用道路の区間及び山辺添村大字遅瀬(三重県境)から天理市川原城町字川向605番先までの区間を除く）            |
| 3 | 国道165号 | 奈良県の区域内に存する区間 |